# Canton du Lorrain
Le canton du Lorrain est une ancienne division administrative française située dans le département et la région de la Martinique.

## Géographie
En Martinique, le canton du Lorrain correspondait à la seule commune du Lorrain dans l'arrondissement de La Trinité.

## Histoire
À la suite des élections territoriales de décembre 2015 concernant la collectivité territoriale unique de Martinique, le conseil régional et le conseil général sont remplacés par l'assemblée de Martinique. De fait, les cantons disparaissent.

## Administration
| Période                                                 | Période               | Identité             | Étiquette     | Qualité |
| ------------------------------------------------------- | --------------------- | -------------------- | ------------- | --- |
| 1945                                                    | 1973                  | Marie-Joseph Pernock | SFIO puis DVD | Instituteur Maire du Lorrain (1945-1975) Suppléant du député Emmanuel Véry-Hermence, Député (1966-1967)                    |
| 1973                                                    | 1979                  | M. Allaguy-Salachy   | DVD puis UDF  | |
| 1979                                                    | 1992                  | Michel Thalmency     | RPR           | Maire du Lorrain (1975-2008)                                                                                               |
| 1992                                                    | 1998                  | Siméon Salpétrier    | DVG           | Enseignant, conseiller régional                                                                                            |
| 1998                                                    | 2004                  | Michel Thalmency     | RPR           | Maire du Lorrain (1975-2008) Président de la communauté de communes du Nord Suppléant du député Anicet Turinay (1997-2002) |
| 2004                                                    | juin 2010 (démission) | Justin Pamphile      | DVG           | Attaché territorial Maire du Lorrain depuis 2008                                                                           |
| juin 2010                                               | décembre 2015         | Guy Annonay          | DVD           | Conseiller municipal du Lorrain                                                                                            |
| Les données antérieures ne sont pas encore mentionnées. |                       |                      |               | |

## Composition
Le canton du Lorrain se composait uniquement de la commune du Lorrain et comptait 7 294 habitants (population municipale) au 1er janvier 2012,.

## Démographie
| 1961 | 1967  | 1974  | 1982  | 1990  | 1999  | 2006  | 2009  | 2012  |
| ---- | ----- | ----- | ----- | ----- | ----- | ----- | ----- | ----- |
| -    | 9 172 | 8 611 | 7 929 | 8 084 | 8 234 | 7 781 | 7 588 | 7 294 |